# Klíč (hudba)

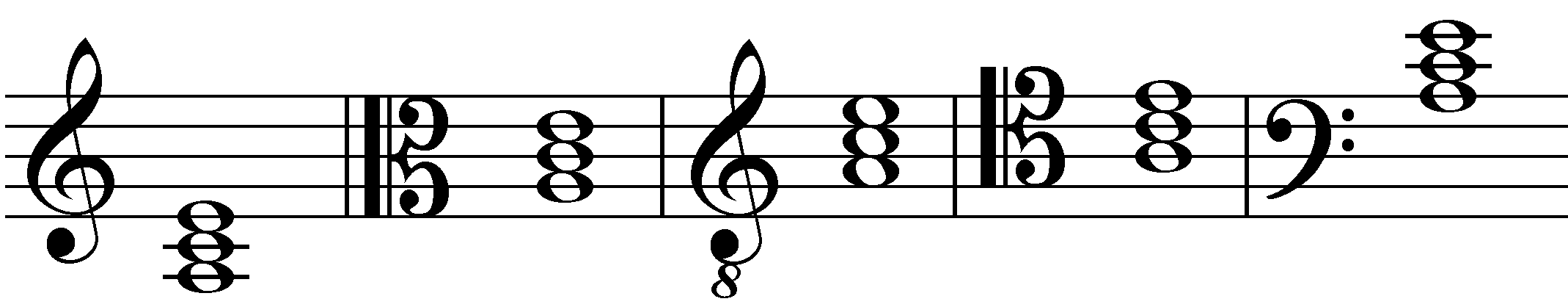
Akord a moll (a, c¹, e¹) zapsaný v různých klíčích

Klíč je grafický symbol, přítomný na začátku každé notové osnovy, případně také uvnitř notového záznamu skladby. Pomocí klíče se určuje, jaké výšky tónů reprezentují jednotlivé noty. Každý klíč svým tvarem označuje linku, na níž má svůj referenční tón, od kterého se odvozují další tóny (například referenční tón pro basový klíč je f, jeho polohu označuje "puntík" na začátku klíče a dvojtečka – nachází se tedy na čtvrté lince notové osnovy). I když klíče mají svou ustálenou polohu v notové osnově, obecně platí, že poloha klíče určuje linku, na které se nachází jeho referenční tón.

## Typy klíčů

### G klíč
G klíč neboli houslový klíč se používá většinou pro notový zápis partu houslí, vysokých dechových nástrojů (např. příčné flétny, hoboje, klarinetu, trubky apod.), ženských hlasů (soprán, mezzosoprán a alt) a pravé ruky u klávesových nástrojů. Občas se používá i u nástrojů, jejichž party jsou obvykle notované v nižších klíčích (např. basovém), ale mají po delší část skladby předepsány vysoké tóny (např. violoncello). To umožňuje odstranit větší množství nahromaděných pomocných linek a notový zápis je pak přehlednější. Referenční tón houslového klíče je g¹, nachází se zpravidla na druhé lince notové osnovy (linku označuje střed "bříška" klíče, které se kolem ní obtáčí).

### F klíč
F klíč neboli basový klíč se používá pro notový zápis partu violoncella, kontrabasu, nízkých dechových nástrojů (např. fagotu, pozounu nebo tuby), nižších mužských hlasů (basů), levé ruky u klávesových nástrojů a pedálů u varhan. Referenční tón u basového klíče je f, které se nachází zpravidla na čtvrté notové lince (jeho poloha je označená "puntíkem" a dvojtečkou klíče).

### C klíč
Referenční tón u C klíče je c¹, jeho polohu určuje střed klíče. Může se nacházet na:
- 1. lince – sopránový klíč (b)
- 2. lince – mezzosopránový klíč (c)
- 3. lince – altový neboli violový klíč (d)
- 4. lince – tenorový klíč (e)
- 5. lince – barytonový klíč (f)

Historické C klíče jsou zobrazené na začátku notové osnovy (a)
Z C klíčů se v současnosti nejvíce používá violový klíč (pro zápis notového partu violy nebo altového pozounu) a tenorový klíč pro zápis vyšších poloh nástrojů psaných primárně v basovém klíči, typicky u tenorového pozounu, u fagotu a u violoncella.

## Původ podoby klíčů
Klíče měly původně podobu písmen. Význačný bod písmene se nacházel na lince referenčního tónu. Ačkoli se moderní klíče od tohoto původního znázornění značně odklonily, pozůstatky písmen v nich lze do jisté míry rozpoznat dodnes. To může sloužit jako pomůcka pro význam klíčů.
G Klíč je původně písmeno G zapsané tak, aby se jeho střed nacházel na lince referenčního tónu. Navíc horní klička houslového klíče občas zachycovala i notu d o kvintu výše nad G.
Ještě patrnější je tento jev u basového klíče F, kdy linka referenčního tónu prochází mezi rameny písmena F.
C klíč je založený na „ostře“ napsaném písmenu C (podobně jako znak <) doplněném o horní a dolní ozdobný oblouček. Kvůli těmto ozdobným prvkům se dnes ručně psaná forma C klíče spíš podobá písmenu K než C.
Grafické podoby klíčů rozlišují kaligraficky silné a slabé tahy. Noty se psaly šikmým perem seříznutým na opačnou stranu (\), než bylo seříznuté pero používané pro zápis latinky (/). Viz rozdílné tahy u oktávového klíče - klíč samotný má opačně stínované tahy než číslice 8 pod ním. Proto jsou silné tahy hudebních klíčů ty linky, které míří shora doleva a linky vodorovné. Tahy mířící svisle a shora doprava jsou slabé (vlasové). Důvodem této praxe byla potřeba, aby nožičky not a taktové čáry byly slabé, ale naopak byly přirozeně silné trámce u osminových a kratších not (a nemusely se obtahovat).

## Oktávové klíče
V notaci nástrojů, které hrají velmi vysoko nebo velmi hluboko, se občas používají klíče doplněné o číslici 8 nebo 15 (je umístěna nad nebo pod klíčem). S tímto postupem se můžeme někdy setkat i tam, kde je záměr setrvat v jednom klíči, ačkoli faktický rozsah nástroje by už spadal do rozsahu pokrytého klíčem jiným. Noty jsou tímto označením transponovány o jednu (8) nebo dvě (15) oktávy níže či výše. Tím se výhodně redukuje počet pomocných linek, jinak nezbytných pro zápis v "extrémní" poloze. (Podobnou funkci mají značky 8va, 8vb, 15ma, 15mb, viz článek oktáva).
Houslový klíč s notami transponovanými o oktávu níže se používá u kytarového partu (obrázek vpravo), osmička se ale často vynechává a kytarový part se zapisuje v „obyčejném“ houslovém klíči, přestože kytara zní o oktávu níže.
Houslový klíč s notami transponovanými o oktávu výše se používá u pikoly a u sopraninové a sopránové zobcové flétny.
Basový klíč s notami transponovanými o oktávu výše se používá u basové zobcové flétny.
Basový klíč s notami transponovanými o oktávu níže pak u kontrabasu.
Použití těchto klíčů ale s sebou nese určité riziko, že dojde k nedorozumění, v jaké oktávě daný part zahrát, protože transpozice se často pokládá za samozřejmou a oktávový klíč se nevypisuje – typicky u kontrabasu, kde se používá obyčejný basový klíč, ačkoli kontrabas zní o oktávu níže. Podobně se  mužské tenorové hlasy zapisují obvykle za prostým houslovým klíčem, ale reálně jde o tóny o oktávu nižší.

## Tabulatura
U kytary a dalších drnkacích hudebních nástrojů je možné místo tradičních klíčů použít tzv. tabulaturu. Nemusí se pak používat pět notových linek, ale každá linka představuje jednu strunu (u kytary má tedy tabulatura 6 linek). Místo not se používají čísla a zápis tedy znázorňuje, na kolikátém pražci a na které struně se má daný tón zahrát.
Tabulatura se také občas používá u varhan nebo dechových nástrojů s otvory.